# Прихований жах (фільм)
Прихований жах (англ. Lurking Fear) — американський фільм жахів, знятий за одноіменним оповіданням Говарда Філліпса Лавкрафта.

## Сюжет
Відбувши п'ятирічне ув'язнення Джон Мартені, знову потрапляє в халепу. Його змушують відрити труну з трупом і півмільйоном доларів, але в тунелях під кладовищем мешкає раса канібалів, яка час від часу піднімається на поверхню за наступною жертвою. Роками це кладовище було страшною таємницею маленького містечка. Обклавши кладовище динамітом, жителі зібралися знищити гніздо гидоти раз і назавжди.

## У ролях
- Джон Фінч — Беннет
- Блейк Бейлі — Джон Мартені
- Ешлі Лоуренс — Кетрін Фаррелл
- Джеффрі Комбс — доктор Хаггіс
- Еллісон Макі — пані Марлоу
- Пол Манті — Отець Пул
- Вінсент Скьявеллі — Кнеггс
- Джозеф Лівенгуд — Пірс
- Майкл Тодд — істота
- Крістіна Стоіка — Марія
- Луана Стоіка — Бет
- Адріан Пінтеа — Райан
- Ілінка Гойя — Лі